# UTC+13:00
UTC+13:00時區包含以下區域：

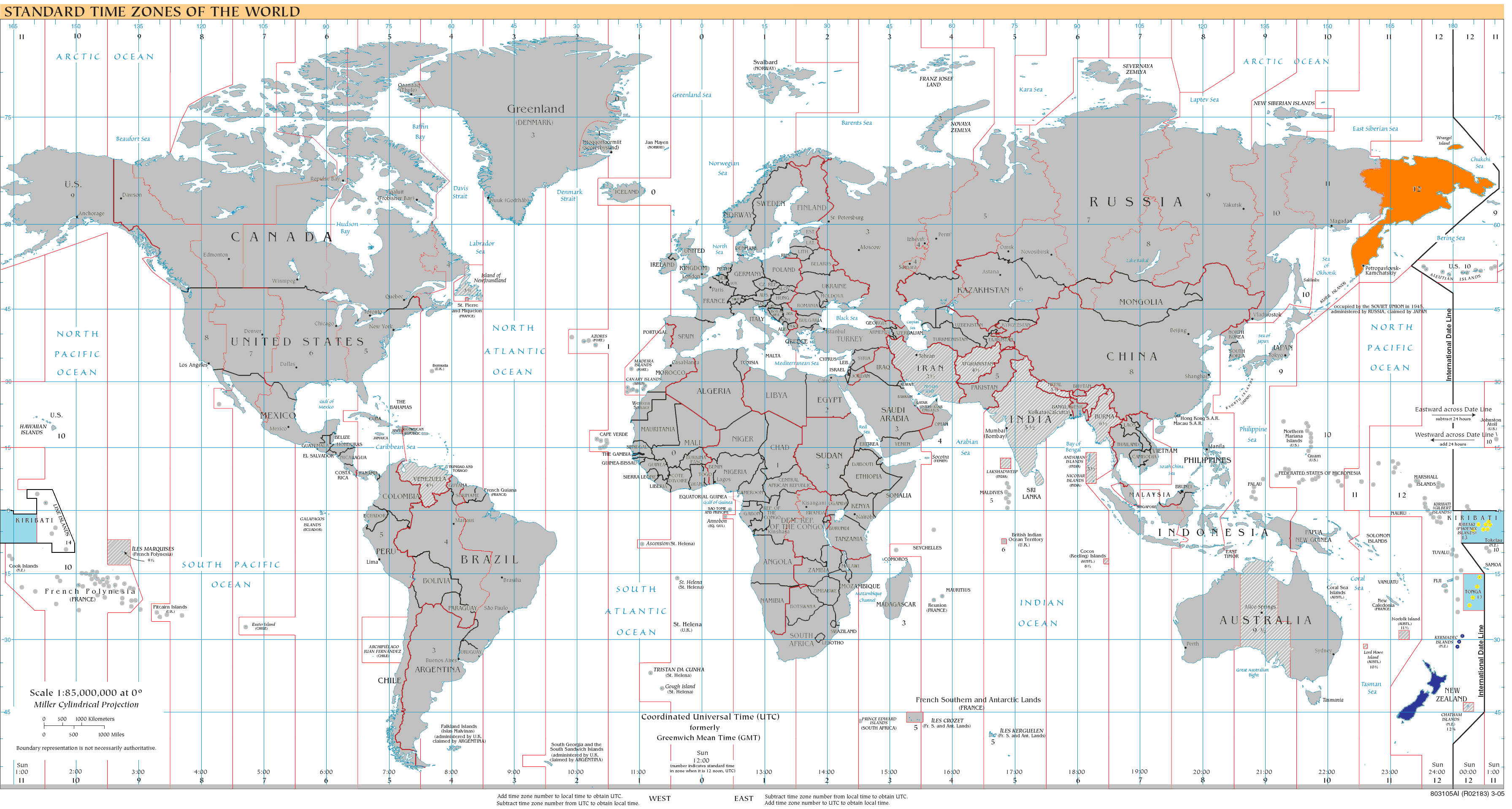
UTC+13：藍（12月）、橘（6月，2011年3月27日起改为全年UTC+12）、黃（全年）、淡藍 - 海洋

- 基里巴斯的恩德伯里島（鳳凰群島時間）
- 托克勞
- 萨摩亚（冬季）

在夏令時間的地方：
- 新西兰

萨摩亚和托克劳在2011年12月29日晚上把标准时间从国际換日线以东调整到国际換日线以西，跳過12月30日，直接从12月29日进入12月31日。萨摩亚標準时从UTC-11改为UTC+13（夏令时由UTC-10改为UTC+14），目的是为了加强与澳大利亚、新西兰和亚洲的经济交流，缩小与这些地区的时差。托克劳則因為萨摩亚是其唯一對外交通必經地，決定跟隨萨摩亚，把全年標準时UTC-11改为UTC+13。